# Trematopygodes femorator
Trematopygodes femorator är en stekelart som beskrevs av Hinz 1980. Trematopygodes femorator ingår i släktet Trematopygodes och familjen brokparasitsteklar. Inga underarter finns listade i Catalogue of Life.